# Friedrich Wilhelm Küster
Friedrich Wilhelm Küster (* 11. April 1861 in Falkenberg (Dahme-Spreewald); † 22. Juni 1917 in Frankfurt (Oder)) war ein deutscher Chemiker und Hochschullehrer an der Bergakademie Clausthal.

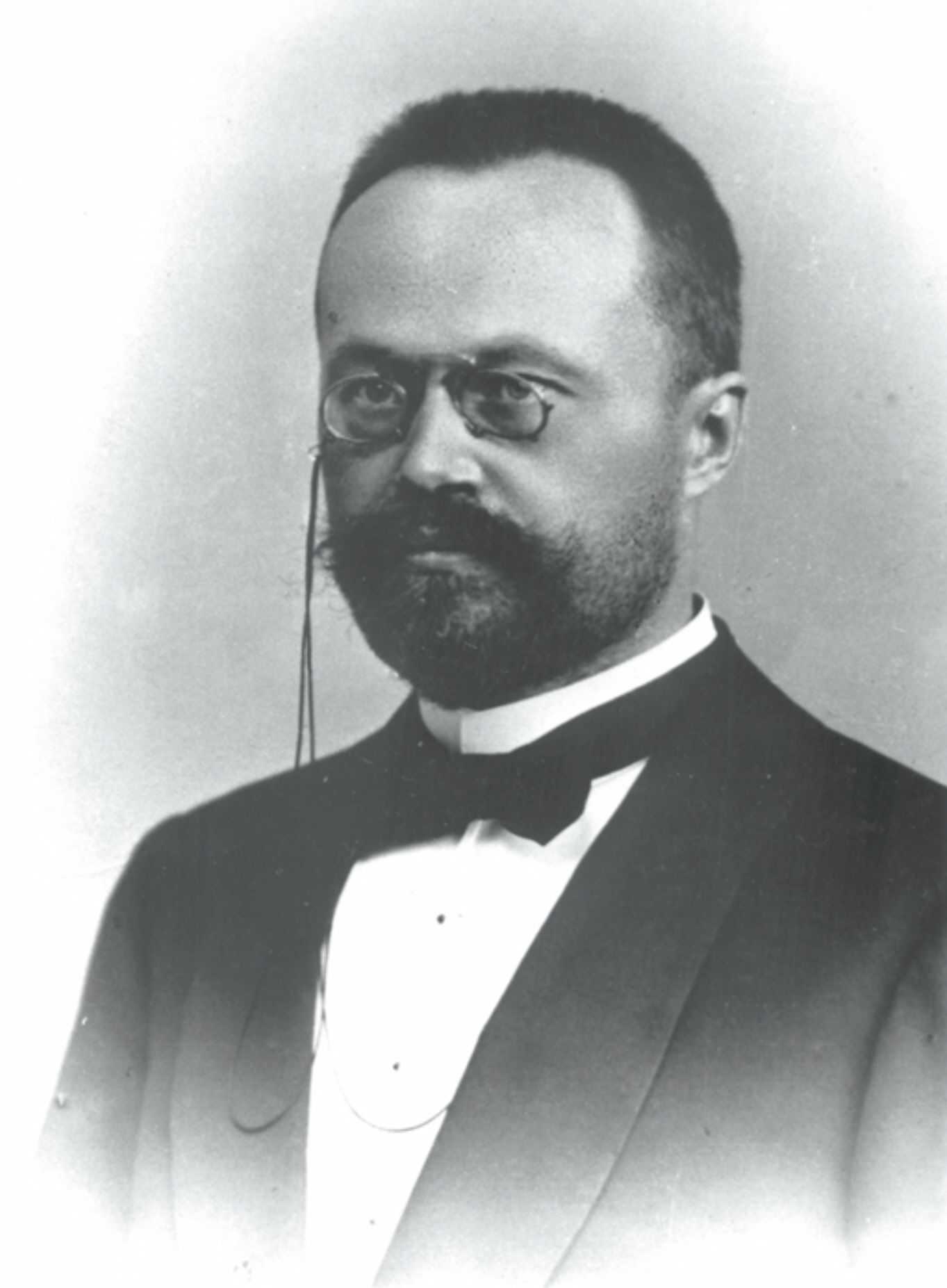
Friedrich Wilhelm Küster, 1902

## Leben
Der Sohn eines Gutsbesitzers Hildebrand auf Falkenberg, im Landkreis Luckau befindlich, legte das Abitur an einem Berliner Realgymnasium ab, studierte in Berlin, München und Marburg Mathematik und Naturwissenschaften bis zur Promotion 1889 bei Theodor Zincke an der Universität Marburg. 1891 habilitierte er in Marburg in Physikalischer Chemie. 1888 bis 1896 war Küster wissenschaftlicher Assistent bei Zincke und erhielt 1896 den Professorentitel.  Noch im gleichen Jahr wechselte er auf eine bezahlte Assistentenstelle zum Physikalisch-Chemischen Institut bei Walther Nernst in Göttingen. 1897 bis 1899 ging an die Universität Breslau, wo er bei Albert Ladenburg Abteilungsvorstand am dortigen Chemischen Institut wurde und 1897 in Chemie habilitierte. 1899 bis 1904 war er ordentlicher Professor in Clausthal. Anschließend wirkte er ab 1905 als Privatgelehrter in Charlottenburg bei Berlin und ab 1907 in Müncheberg und gründete ein Obstgut in Schönerberg bei Berlin. 1917 kam ein bei einem Badeunfall ums Leben.
Er widmete sich einem neuen Zweig der Chemie, den Wilhelm Ostwald angeregt hatte: die Physikalische Chemie. Dabei erforschte er die chemische Analytik, bes. die Reaktionskinetik, die Leitfähigkeitstitration und die Volumetrie.
Sein Name ist Chemikern durch sein 1894 erstmals aufgelegtes Buch Rechentafeln für die Chemische Analytik geläufig, das von ihm begründet und nach seinem Tod von Alfred Thiel bearbeitet wurde. Die 108. Auflage erschien 2016.

## Schriften (Auswahl)
- Die Bedeutung der physikalischen Chemie für andere Wissenschaften. Vandenhoeck & Ruprecht. 1898.
- mit Alfred Thiel: Stöchiometrie und chemische Mechanik. Winter, 1913.
- Logarithmische Rechentafeln für Chemiker, Pharmazeuten, Mediziner und Physiker. 1894, S. 41–45. Auflage, Hrsg. Alfred Thiel, Walter de Gruyter & Co., Berlin 1935, S. 51–55. (Verbesserte und vermehrte Auflage ebenda: 1942 (in: Arbeitsmethoden der modernen Naturwissenschaften; 107). Auflage unter dem Titel Rechentafeln für die chemische Analytik).
- mit Alfred Thiel: Lehrbuch der allgemeinen physikalischen und theoretischen Chemie in elementarer Darstellung für Chemiker, Mediziner, Botaniker, Geologen und Mineralogen.